# Sybra alternans
Sybra alternans är en skalbaggsart som först beskrevs av Christian Rudolph Wilhelm Wiedemann 1823. Sybra alternans ingår i släktet Sybra och familjen långhorningar.
Artens utbredningsområde är:
- Laos.
- Myanmar.
- Filippinerna.
- Sulawesi.
- Taiwan.

Inga underarter finns listade i Catalogue of Life.

## Bildgalleri

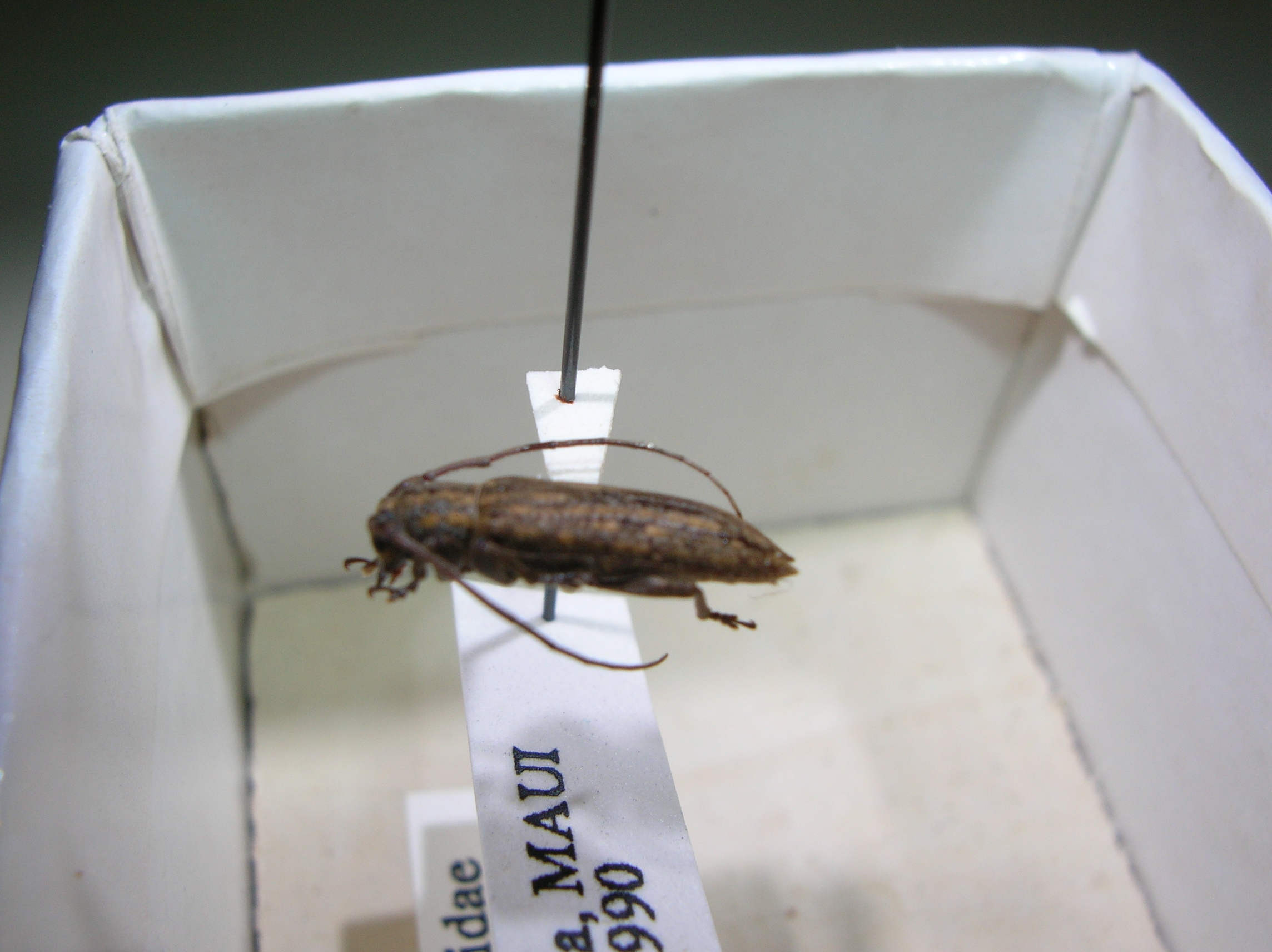
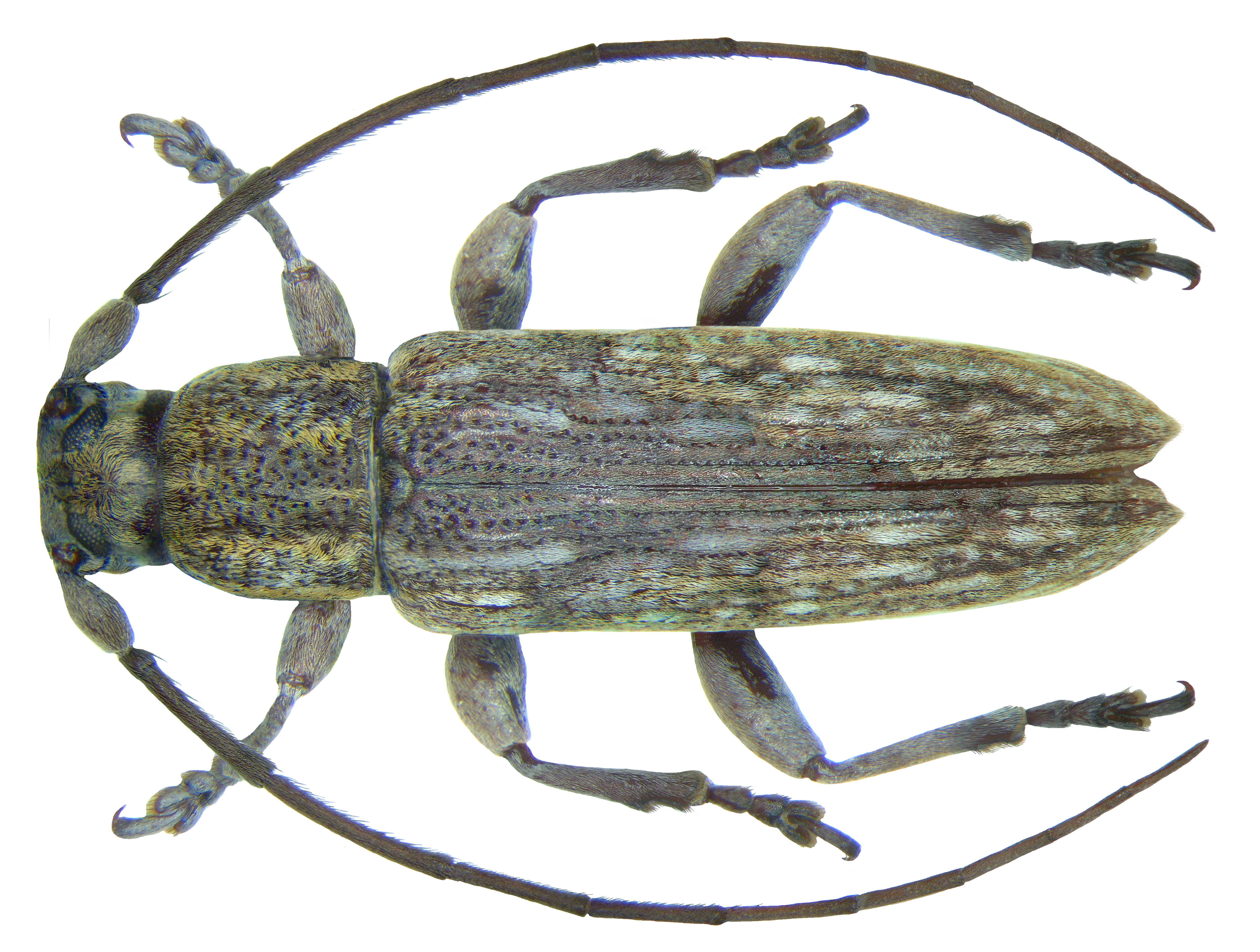
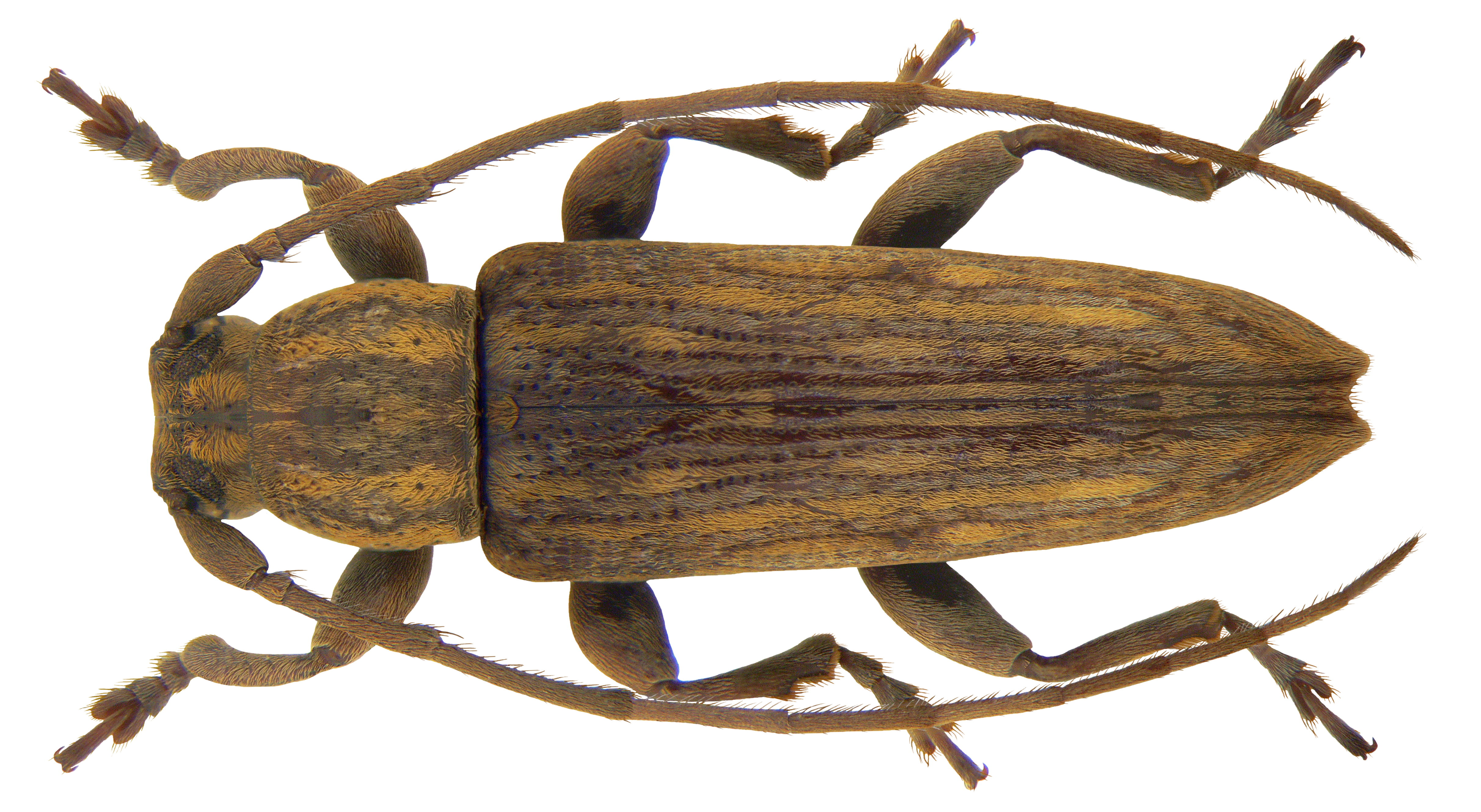
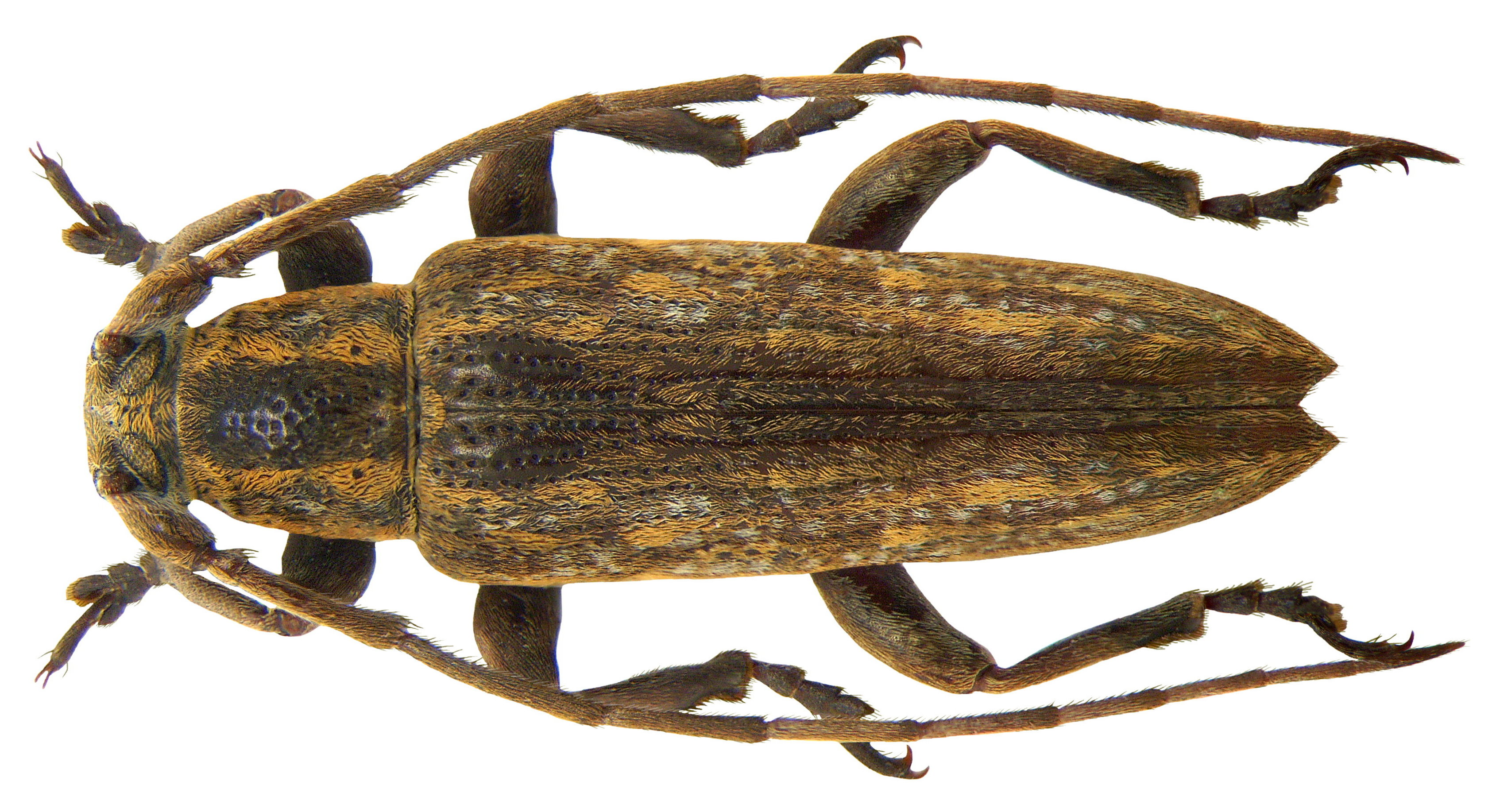
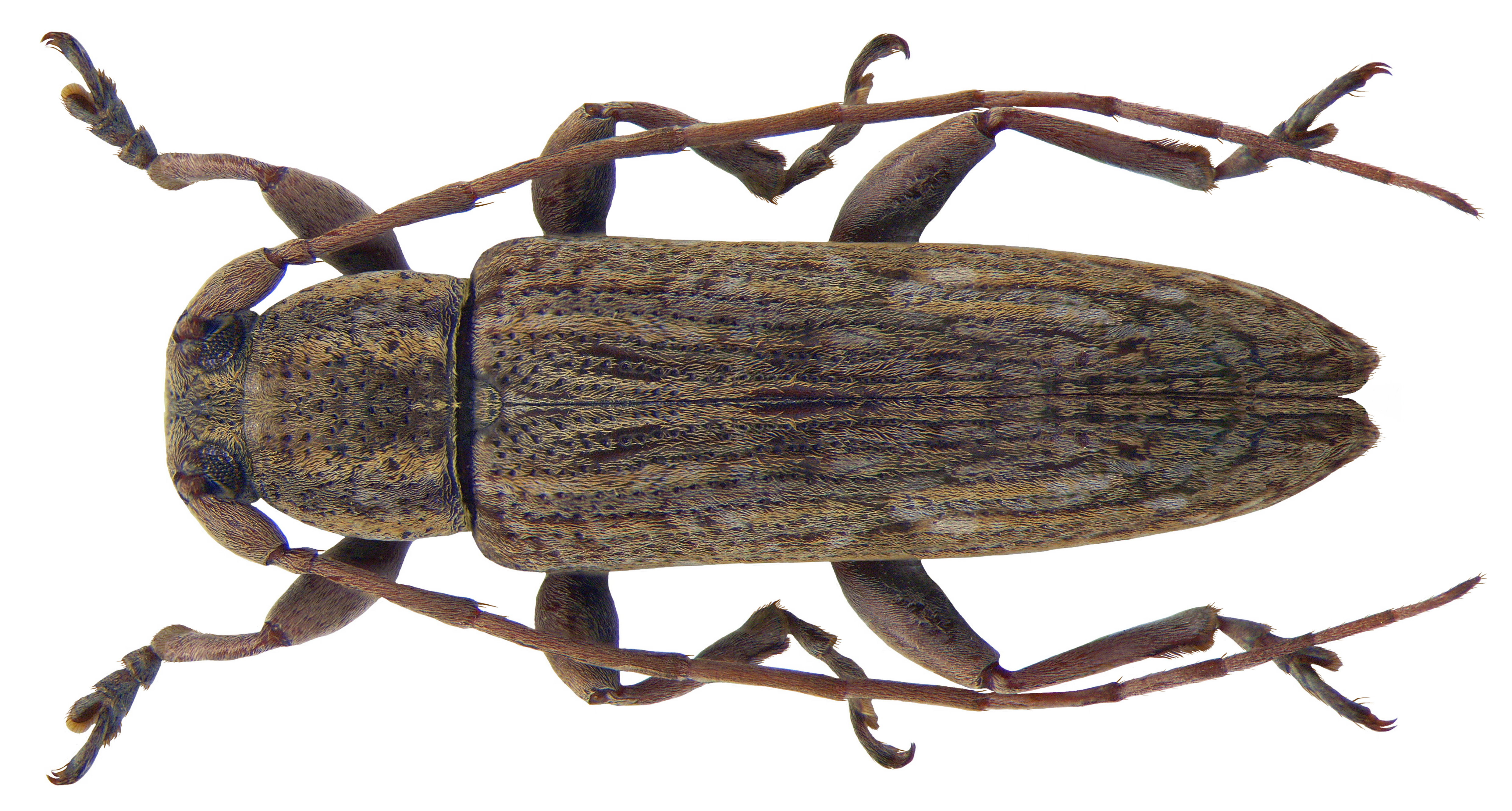